# Tracy Gahan
Tracy Gahan (McKinney, 18 luglio 1980) è un'ex cestista statunitense, professionista in Europa e in Australia.

## Carriera
È stata selezionata dalle New York Liberty al terzo giro del Draft WNBA 2002 (46ª scelta assoluta).